# Dia de la Independència dels Estats Units d'Amèrica
|  | Aquest article tracta sobre la festa nacional dels Estats Units. Si cerqueu la pel·lícula de ciència-ficció, vegeu «Independence Day». |

El Dia de la Independència dels Estats Units (en anglès: Independence Day o The Fourth of July) és el dia de festa nacional que se celebra als Estats Units d'Amèrica cada 4 de juliol. Aquest dia commemora la signatura de la Declaració d'Independència el 1776 en la qual el país va proclamar la seva separació formal de l'Imperi britànic. Usualment se celebra amb moltes activitats a l'aire lliure com ara desfilades, partits de beisbol i espectacles de focs artificials. És la data tradicional de diverses curses d'automobilisme, entre les quals hi ha les Firecracker 400 de la NASCAR Cup Sèries a Daytona, el Gran Premi de Cleveland de la sèrie Champ Car i el Gran Premi de Watkins Glen de la IndyCar Sèries.